# نوکیا ۳۲۵۰
نوکیا ۳۲۵۰ یک‌نمونه از گوشی‌های تلفن همراه سری ۳۰۰۰ شرکت نوکیا می‌باشد که توسط همین شرکت به بازار عرضه شده‌است.
نوکیا ۳۲۵۰ اولین گوشی در بازار است که از نسخه ۹٫۱ سیستم عامل سیمبیان استفاده می‌کند.
ابعاد آن ۱۹٫۸*۵۰*۱۰۳٫۸ میلی‌متر و وزنش ۱۱۵ گرم است در نتیجه گوشی خیلی کوچک، جمع و جور و سبکی نیست. این گوشی در رنگهای مختلفی عرضه شده‌است و می‌توانید بین رنگهای صورتی سبز مشکی و نقره ای رنگ دلخواهتان را انتخاب کنید. روکش‌های گوشی در نمی‌آید و ظاهری محکم و سفت و سخت دارد. تمام قطعات گوشی به‌خوبی بهم وصل شده‌اند و از این لحاظ جزء یکی از بهترینهای بازار است. اکثر قسمتهای گوشی، فلزی و روکش کانکتورهای گوشی پلاستیکی است و از جنس لاستیک فشرده ساخته شده‌است.
بلند گوهای گوشی در قسمت پائینی گوشی قرار گرفته‌اند و صدای بسیار بلندی هم دارند گوشی آن هم بالای صفحه نمایش آن است و صدای خیلی قوی هم دارد به‌صورتی که اگر بخواهید حدود ۲۰ دقیقه با آن صحبت کنید، گوش‌هایتان کمی اذیت می‌شوند.یکی از جالبترین آپشن های آن زمان چرخیدن قسمت پایین گوشی بود که در نوع خود بینظیر بود .
صدای بسیار زیاد این گوشی زبان زد بود.
صفحه نمایش این گوشی از هر لحاظ شبیه ۳۲۳۰ است با این تفاوت که صفحه نمایش ۳۲۵۰ دارای ۲۵۶ هزار رنگ است و وضوح صفحه نمایش آن ۲۰۸*۱۷۶ پیکسل است. سیمبیان ورژن ۹٫۱ یک سری تغییراتی نسبت به نسخه قبلی آن دارد از جمله این تغییرات افزایش تعداد آیکون‌ها و کوچک شدن اندازه فونتهاست که به افزایش کیفیت کمک زیادی کرده‌است. صفحه کلید این گوشی خوب است. رویه پلاستیکی کلیدها، کار کردن با آنها را ساده‌تر کرده‌است و بعد از مدتی اس‌ام‌اس زدن انگشتتان درد نمی‌گیرد.
علاوه بر کلیدهای مخصوص اعداد، کلیدهای نرم و کلید گردان، ۳ کلید دیگر نیز وجود دارد که این سه عبارتند از:
کلید دسترسی به منوی اصلی و فعال ساری برنامه‌ها
مداد برای کار با کلیپ بورد
C کلید